# Mike Scheidweiler
Mike Scheidweiler (* 14. November 1981 in Luxemburg) ist ein ehemaliger luxemburgischer Tennisspieler.

## Karriere
Sonega spielte hauptsächlich auf der ITF Future Tour und vereinzelt auf der ATP Challenger Tour. Erst 2015 kam er in Metz bei den Moselle Open durch eine Wildcard zu seinem einzigen Einsatz auf der ATP World Tour. An der Seite seines Landsmannes Gilles Müller verlor er dort in der ersten Runde gegen Jamie Murray und Aisam-ul-Haq Qureshi mit 4:6, 6:7 (3:7).
Ansonsten spielte Scheidweiler vor allem für die luxemburgische Davis-Cup-Mannschaft, wo er erstmals 1998 zum Einsatz kam. Insgesamt ist seine Bilanz 35:31. Im Einzel gewann er zwölf seiner 30 Matches, im Doppel 23 von 36. Damit ist er in den meisten Begegnungen für sein Land zum Einsatz gekommen und hat die meisten Siege im Doppel beigesteuert.